# 이호철 (소설가)
이호철(李浩哲, 1932년 3월 15일~2016년 9월 18일)은 대한민국의 소설가이다. 본관은 전주(全州)이며, 호(號)는 현산(現山)· 견산(見山)이다.

## 생애
의안대군(義安大君) 이화(李和)의 후손이다. 함경남도 원산 출생이며 원산고등보통학교를 중퇴하였다. 19살이던 1950년 12월, 한창 한국 전쟁 때 인민군으로 참전한 뒤 국군에 포로로 잡혔다 풀려나고 이듬해 월남했다. 1주일이면 돌아올 것으로 생각하고 가볍게 내려왔다가분단이 고착되면서 다시 돌아가지 못했다. 이후 1974년 문인간첩단 사건에 연루돼 국가보안법 위반 혐의로 투옥되는 등 파란만장을 겪으며 분단문제에 천착해왔다. 1955년 단편 〈탈향〉(脫鄕)이 《문학예술》에 추천되어 문단에 나왔다. 초기 작품들은 사회 저변의 소시민적 삶의 생태를 주로 그렸으며, 1961년에 단편 〈판문점(板門店)〉에서는 한반도 남북의 사회심리에 대한 예리한 분별력을 보여주었다. 1970년대 전반기에 발표한 연작소설 《이단자》(異端者)는 조국의 분단 상황이 빚은 비리(非理)들을 인정적인 차원에서 잘 형상화했다. 1970년대 문단·작단에 이르기까지 활약한 소장(少壯) 작가들의 대표적 위치를 차지하고 있다. 저서 및 주요 작품으로는 단편소설 《나상》(裸像),《이단자》, 장편소설 《소시민》,《서울은 만원(滿員)이다》,《역여(逆旅)》를 비롯해 여러 권이 있다. 1962년 《닳아지는 살들》로 동인문학상을 수상했다

## 학력
- 함경남도 원산고등보통학교 중퇴

### 명예 박사 학위
- 숙명여자대학교 명예 문학박사

## 주요 작품

### 단편 소설
- 《나상》(裸像)
- 《이단자》

### 장편 소설
- 《소시민》
- 《서울은 만원(滿員)이다》
- 《역여(逆旅)》
- 《문》

## 기타 이외 이력
- 평화민주당 당무위원
- 중앙대학교 강사
- 숙명여자대학교 교수